# 张俊 (田径运动员)
张俊（1998年7月20日—），男，中国田径运动员，主攻竞走，2015年亚洲青少年田径锦标赛男子10000米竞走金牌得主、2022年亚洲运动会男子20公里竞走金牌得主。